# گری مک‌گئوگ
گری مک‌گئوگ (متولد ۱۹۵۸،‏ نزدیک دنگانون، شهر تایرون) جمهوری‌خواه نامدار ایرلندی است که از داوطلبان ارتش موقت جمهوری‌خواه ایرلند، فعال پیشین حزب شین فین و سردبیر مجله منحل شده هیبرنین (The Hibernian) بود. مک‌گئوگ در سال ۲۰۰۱ از حزب شین فین جدا شد و اکنون یک فعال کاتولیک/ملی‌گرای مستقل ایرلندی است. مک‌گئوگ پس از این‌که در سال ۲۰۱۱ به دلیل تلاش برای قتل متهم شناخته شد، دو سال بعد در ۲۹ ژانویه ۲۰۱۳ طبق شرایط پیمان جمعه نیک از زندان آزاد شد.

## اوایل زندگی
مک‌گئوگ در سال ۱۹۷۵ هنگامی‌که ۱۶ سال عمر داشت به تیپ ارتش موقت جمهوری‌خواه ایرلند در تایرون شرقی پیوست. به گفته تیم پت کوگان، در سال ۱۹۷۷ مستنطق‌های پلیس سلطنتی اولستر در پادگان کوکس‌تاون، شهر تایرون او را مورد ضرب و شتم قرار داند. او و پس از دیدار کوتاه از لندن در سال ۱۹۷۸ از انگلستان اخراج شد. مک‌گئوگ قبل از اخراج از این کشور، به این اتهام که او عضوی از ارتش جمهوری‌خواه ایرلند است، دستگیر و مورد تحقیق و باز جویی قرار گرفت. پس از فعالیت در ایرلند و اروپا، او (همراه با گری هانرتی، یکی دیگری از اعضای ارتش جمهوری‌خواه ایرلند) در اوت ۱۹۸۸ هنگام عبور از مرز هلند – آلمان با دو میل اسلحه AK47 در موتورش دستگیر گردید. او به دلیل حمله بر ارتش بریتانیا در راین متهم شد و چهار سال را در زندان ویژه آلمان سپری کرد. محاکمه او در آلمان با استردادش به ایالات متحده آمریکا متوقف شد؛ جای که او در سال ۱۹۸۳ به اتهام تلاش برای خرید موشک زمین به هوا متهم شده بود. مک‌گئوگ سپس ۳ سال را در زندان‌های آمریکا سپری کرد تا این‌که در سال ۱۹۹۶ آزاد شد و به جمهوری ایرلند تبعید گردید.

## فعالیت پسا شین فین
مک‌گئوگ به دلیل مخالفت‌اش با آنچه که او به مثابه «لیبرالیزم» در حزب شین فین معاصر می‌فهمد و درک می‌کرد، معروف است.
شما هرگز رهبری را در میان شین فین نخواهید یافت که سقط جنین، «ازدواج» همجنس‌گرا یا هر چیزی مشابه آن را محکوم کند. من به عنوان یک ملی‌گرا ایرلندی و کاتولیک رومی، هرگز نمی‌خواهم روزی را ببینم که در هر شهر بازاری کلینیک‌های سقط جنین وجود داشته باشد. اما با نگاهی بر ماحول خود در می‌یابیم که هیچ گروه سیاسی علاقه‌ای برای ایستادن در برابر آن ندارد.
او در مارس ۲۰۰۴ جستین بارت را در یک سفر سخنرانی به شهرهای ایرلند، در حمایت از تلاش ناموفق بارت برای راه‌یابی به پارلمان اروپا همراهی کرد.
مک‌گیوک در می ۲۰۰۶ به عنوان سردبیر و چارلز بایرن، جوان ۲۸ ساله اهل دراهیدا، مجله‌ای ماهانه را تحت نام هیبرنیان تأسیس کردند که در زمینه «ایمان، خانواده و کشور» اختصاص داشت. این مجله مقالاتی را منتشر می‌کرد که دیدگاه دنیس فاهی پدر و همچنین انجمن سنت پیوس ایکس را ترویج و تبلیغ می‌نمود.
مک‌گئوگ در سال ۲۰۰۷ اعلام نمود که در انتخابات مجلس ایرلند شمالی علیه شین فین در حوزه انتخاباتی فرمانا و تایرون جنوبی خودش را نام‌زد خواهد کرد. او در ماه ژانویه ۲۰۰۷ خودش را به عنوان فرد پیشتاز علیه رأی شین فین مطرح کرد تا خدمات پلیس ایرلند شمالی (PSNI)، حکم کلیدی و اساسی توافق‌نامه سنت اندریو را حمایت نماید. او در این انتخابات ۱٫۸ در صد آراء را به‌دست‌آورد.
چاپ مجله هیبرنیان نیز در سال ۲۰۰۸ متوقف شد.
در همان زمان، مک‌گئوگ با انجمن باستانی هیبرنیان متحد شد و کنترل شعبه این سازمان را در شهر تایرون را به‌دست گرفت. اما او سرانجام در سال ۲۰۱۹ از انجمن باستانی هیبرنیان اخراج شد.

## دستگیری و محکومیت
هنگامی‌که مک‌گئوگ در ۸ مارس ۲۰۰۷ در حال بیرون شدن از مرکز شمارش آراء آماگ بود، از سوی خدمات پلیس ایرلند شمالی دستگیر شد. این دستگیری با تیراندازی سامی برش در سال ۱۹۸۱ مرتبط بود. برش که عضوی خارج خدمت هنگ دفاعی اولستر بود و به عنوان پسته‌رسان کار می‌نمود، حین تحویل پست در نزدیک شهر اگان‌کلای مورد شلیک گلوله قرار گرفت. برش اما مسلح بود و واسکت ضد مرمی به تن داشت جان سالم به دربرد. او به این حمله واکنش نشان داد و به سوی مهاجم شلیک کرد که در نتیجه شخص مهاجم از محل فرار نمود. مک‌گئوگ و وینسنت مک‌انیسپی به دلیل تلاش برای قتل، توطئه برای قتل و داشتن سلاح گرم به مقصد به خطر انداختن زندگی دیگران متهم شد. هر دو متهم در ۴ آوریل ۲۰۰۷ برای پاسخ‌گویی در دادگاه دنگانون توقیف شدند. در ۲۹ مارس برای مک‌گئوگ سند کفالت/ضمانت داده شد. وکلای مدافع او سندی را نزد دادگاه ارائه کردند و ادعا نمودند که او سند عفو سلطنتی است که برای یکی دیگری از اعضای متهم ارتش جمهوری‌خواه ایرلند داده شده بود؛ پس چرا با مک‌گئوگ این‌گونه رفتار نمی‌کنند. اداره ایرلند شمالی گفت که این «حق ویژه بخشش» (Prerogative of Mercy) است که در برخی پرونده‌های کوچک طبق «طرح رهایی زودهنگام» اجراء شده بود تا ناهنجاری‌های فنی را برطرف سازد.
مک‌گئوگ در ماه فوریه ۲۰۱۱ به اتهام اقدام برای قتل، داشتن سلاح گرم و عضویت ارتش جمهوری‌خواه ایرلند محکوم شد. او در آوریل ۲۰۱۱ به ۲۰ سال زندان محکوم گردید، هرچند، طبق شرایط توافق‌نامه جمعه نیک تنها دو سال را در زندان سپری کرد و در نتیجه در ۲۹ ژانویه۲۰۱۳ از زندان رها شد.
مک آنسپی اما از تمام اتهامات وارده برائت حاصل کرد.

## نظرات در مورد قوه قضائیه
در ۸ اوت ۲۰۱۶ گزارش شد که مک‌گئوگ می‌گوید، کاتولیک‌های که در سیستم حقوقی ایرلند به عنوان قاضی و دادستان خدمت کنند «خائنین» هستند و پس از این‌که انگلیسی‌ها از این کشور اخراج شدند با آن‌ها به عنوان «یاوران» رفتار خواهد شد. گری مک‌آلندن، رئیس شورای وکلای مدافع ایرلند شمالی گفت که «قوه قضاییه مستقل، بی‌طرف و طی مراحل قضایی مستقل و بی‌طرف، نقش اساسی و مهمی را در حفظ حاکمیت قانون و حفاظت از حقوق تمامی شهروندان در یک جامعه آزاد و دموکراتیک بازی می‌کند. قضات و دادستانان بی‌طرف و متعهد، از قانون حمایت می‌نمایند و عدالت را برای قربانیان و جامعه تأمین می‌کنند؛ لذا برای شان اجازه داده شود تا بدون هراس و تهدید کار خود را انجام دهند. هر نوع تلاش برای ارعاب و ترساندن اعضای قوه قضاییه یا اعضای فرایند حقوقی دخیل در تعقیب قضایی، مورد تأسف همه افراد جامعه هست که به‌گونه درست می‌اندیشند».

## تحصیلات
گری مک‌گئوگ یک معلم مسلکی است که سند لیسانس‌اش را در رشته تاریخ از کالج ترینیتی دوبلین به‌دست آورده‌است و تحصیلات تکمیلی خود را در رشته آموزش در کالج دانشگاهی دوبلین به پایان رسانید.

## کتاب‌های منتشر شده
گری مک‌گئوگ نویسنده دو کتاب است؛ کمین و سایر داستان‌ها (۱۹۹۶) و یک رومان به‌نام «مدافعان» (۱۹۹۸). گری مک‌گئوگ همچنین مقالات متعددی را در گاه‌نامه‌ها/هفته‌نامه و ماه‌نامه‌های تاریخ محلی به نشر رسانیده‌است.